# アンゴラ共和国軍
アンゴラ軍（アンゴラぐん）は、アンゴラ共和国の軍隊である。
陸軍、海軍（Marinha de Guerra、MGA）、空軍及び防空軍の3軍に分れ、総兵力11万を擁する。陸軍が最大の組織であり、10万以上の兵力を有する。海軍は、3,000人の兵員と小型の哨戒艇を運用し、空軍は戦闘機・輸送機を含むロシア製の装備を7,000人の兵員で運用する。
飛地のカビンダの独立運動を抑えるために展開しており、コンゴ民主共和国とコンゴ共和国にも少数の人員が駐留している。

## アンゴラ陸軍
1974年、宗主国であるポルトガルがカーネーション革命によって全ての植民地を放棄したことにより、最大勢力MPLAの軍事組織FALPAを基に設立された。その後、アンゴラ内戦にてUNITAなど反政府軍や旧南アフリカ国防軍と交戦している。
1990年の時点で73の旅団を保有し、その中には2個特殊部隊旅団やコマンド部隊、更にはGAE(特殊行動集団)も存在している。2010年の時点で10万人以上もの兵を擁しているが、そのうち29000人が実際は勤務していない「幽霊兵士」であることが指摘されている。

### 装備

#### 歩兵装備
- RPG-7
- B-10無反動砲
- B-11無反動砲
- 9K11
- 9K111
- AGS-17
- AKM
- FN FAL
- H&K G3
- SKSカービン
- IMI タボールAR21
- マカロフ PM
- APS
- TT-30
- Vz 61
- Z-45
- Uzi
- DP27
- RPD
- DShK
- 120mm迫撃砲PM-43
- 82mm迫撃砲PM-41（英語版）

#### 車両
- T-55 ×116
- T-62 ×18
- T-72M1  ×12
- PT-76 ×10
- PTL-02  ×10
- BMP-1
- BMP-2
- BMD-3 ×35
- BRDM-2  ×600
- MT-LB  ×31
- OT-62 TOPAS ×50
- EE-11  ×24
- BTR-152
- BTR-60
- BTR-80
- WZ-551  ×5
- キャスパー装甲兵員輸送車 ×45
- BTS-4（英語版） ×5
- Bozena 5
- ウラル-4320
- ウラル-375D
- Star 266（英語版）
- ボルボ　C303（英語版）
- KrAZ-6322

#### 砲
- 2S1 ×12
- 2S3  ×4
- 2S7 ×12
- D-30 122mm榴弾砲  ×523
- M-46 130mmカノン砲 ×48
- D-20 152mm榴弾砲 ×4
- BM-21  ×75
- BM-24
- RM-70  ×40

#### 対空兵器
- ZSU-23-4 ×20
- ZPU-4
- ZU-23-2
- 61-K 37mm対空砲
- S-60 57mm対空機関砲
- ツァスタバ M55（英語版）
- 9K32
- 9K34
- 9K38 イグラ
- FIM-92 スティンガー

## アンゴラ海軍
3000人の兵員と哨戒艇を擁し、小規模な海軍と言える。艦艇の種類はアンゴラ海軍艦艇一覧を参照。

## アンゴラ空軍

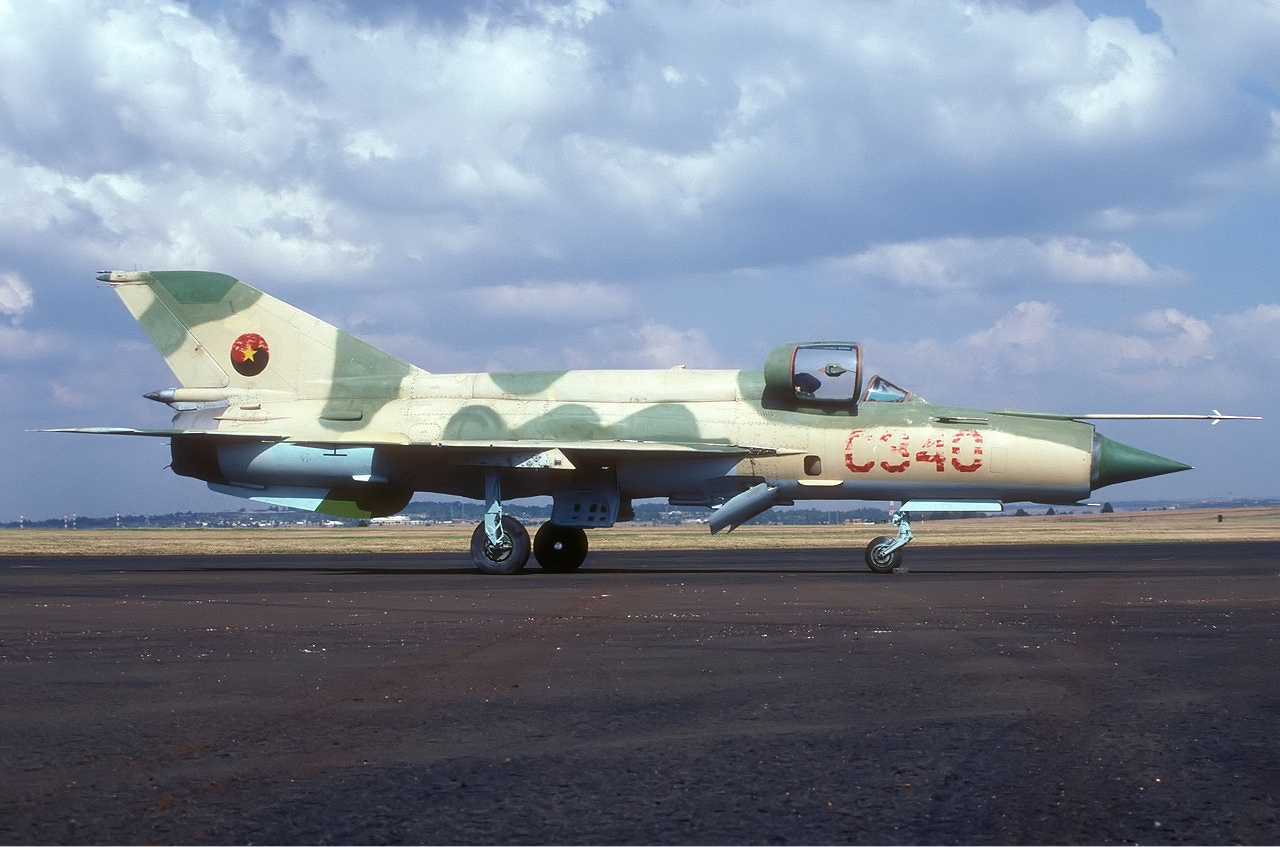
アンゴラ空軍のMiG-21bis

1975年の設立以来、アンゴラ内戦にて南アフリカ空軍とたびたび交戦した。
ルアンダ、ベラス、クイト、ルアンゴ、ナミベに空軍基地を保有し、MiG-21などロシア製の航空機だけでなく、エンブラエル EMB-314などブラジル製、スペイン製、ウクライナ製の航空機も保有する。現在、多数の航空機が使用不可能な状態になっていると言われている。

### 装備[1]

#### 戦闘機
- Su-30 ×12
- Su-25 ×12
- Su-22 ×14
- MiG-21bis ×23
- MiG-23 ×22
- エンブラエル EMB-314 ×6

#### 対潜哨戒機
- CASA C-212 ×1
- EADS CASA C-295 ×2（発注中）[2]
- セスナ サイテーション I ×1

#### 輸送機
- An-12  ×8
- An-26  ×1
- An-32 ×5
- An-72 ×6
- CASA C-212 ×1
- EADS CASA C-295 ×1[2]
- Il-76 ×7
- クエスト コディアック  ×3
- MA60 ×2

#### ヘリコプター
- アグスタ A109 ×2
- アグスタウエストランド AW139 ×4
- Mi-8/17/171  ×66
- Mi-24/35  ×15
- ベル 212 ×9
- SA316  ×21

#### 練習機
- エンブラエル EMB-312 ×12
- K-8W ×12
- L-29 ×6
- L-39 ×4
- ピラタス PC-7 ×22
- ピラタス PC-9 ×4
- Su-27 ×1

#### 防空兵器
- S-75 ×40
- S-125 ×12
- 2K12 ×16
- 9K31 ×20
- 9K33 ×15
- 9K35 ×10